# ماركو مايا
ماركو مايا (بالبرتغالية: Marco Maia‏) هو سياسي برازيلي، ولد في 27 ديسمبر 1965 في كانواس في البرازيل. حزبياً، نشط في حزب العمال البرازيلي. وقد انتخب عضو مجلس النواب البرازيلي ‏ عن دائرة Rio Grande do Sul ‏ وقد انضم خلال فترته النيابية ‏ للكتلة البرلمانية حزب العمال البرازيلي.